# Colibrí llancer frontverd
El colibrí llancer frontverd (Doryfera ludovicae) és una espècie d'ocell de la família dels troquílids (Trochilidae) que habita des de Costa Rica fins Veneçuela i nord-oest de Bolívia.